# Pirttisaari (ö i Lappland, Rovaniemi, lat 66,96, long 25,57)
Pirttisaari är en ö i Finland.   Den ligger i den ekonomiska regionen  Rovaniemi ekonomiska region  och landskapet Lappland, i den norra delen av landet, 800 km norr om huvudstaden Helsingfors.